# West Kowloon

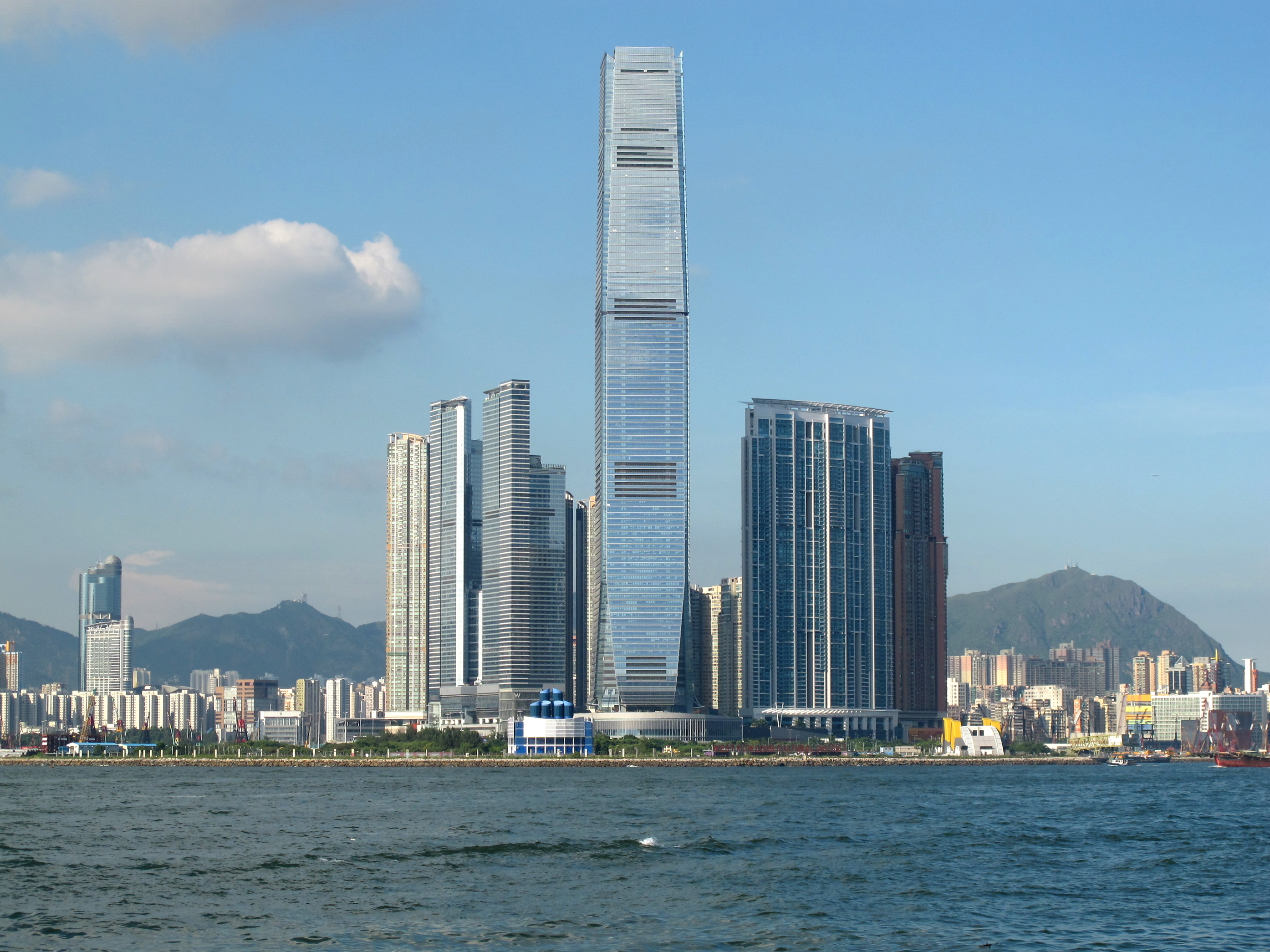
Lo sviluppo di Union Square

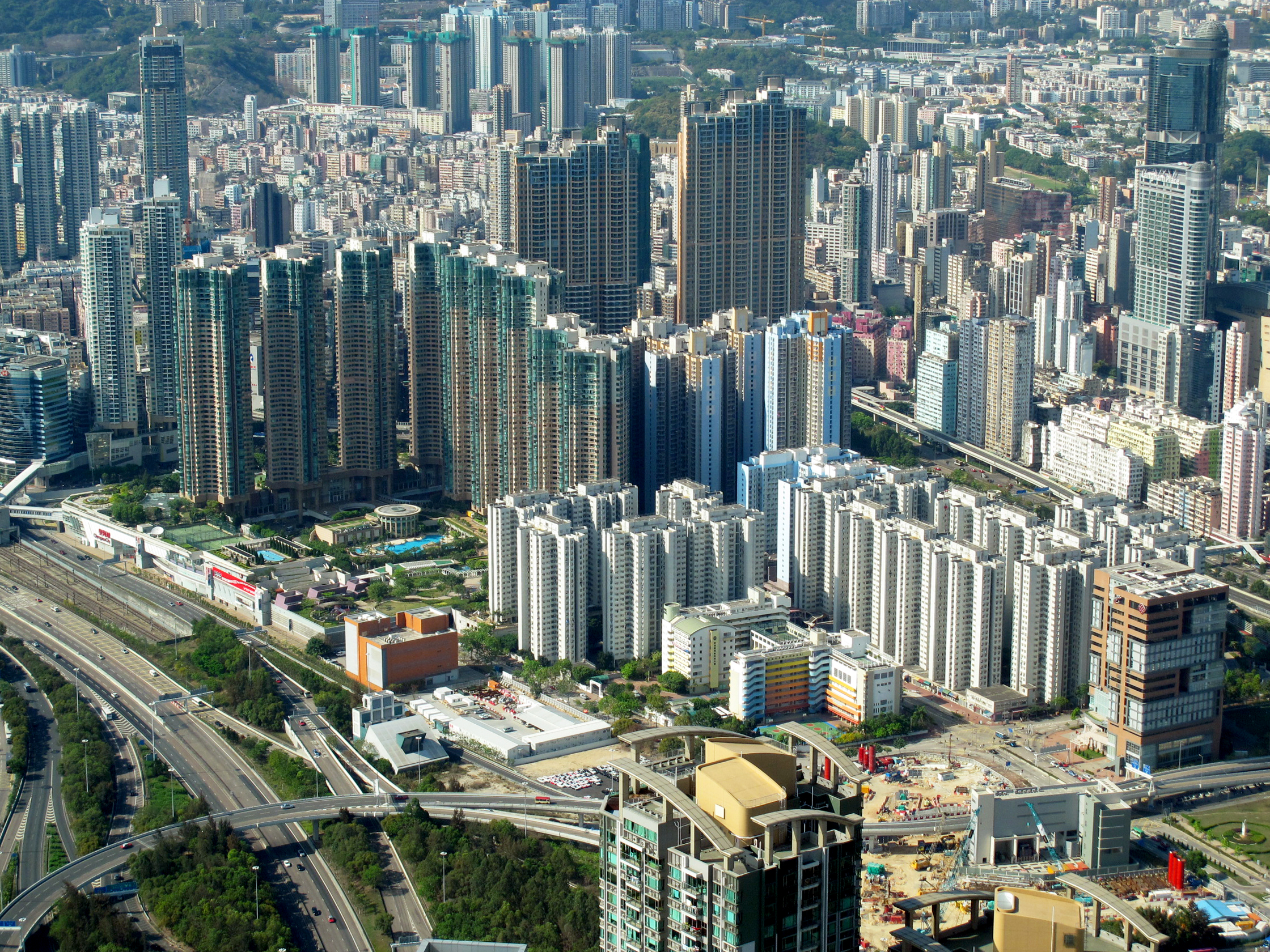
La stazione olimpica con gli alti palazzi residenziali

West Kowloon (Ciinese: 西九龍, in italiano: Caolun Ovest) è un'area che fa parte di Kowloon, Hong Kong all'interno del distretto Yau Tsim Mong.
È circondato dalla strada Canton Road a est, dal porto Vittoria a ovest e a sud e dalla strada Jordan Road a NOrd.

## Strutture

### Esistenti

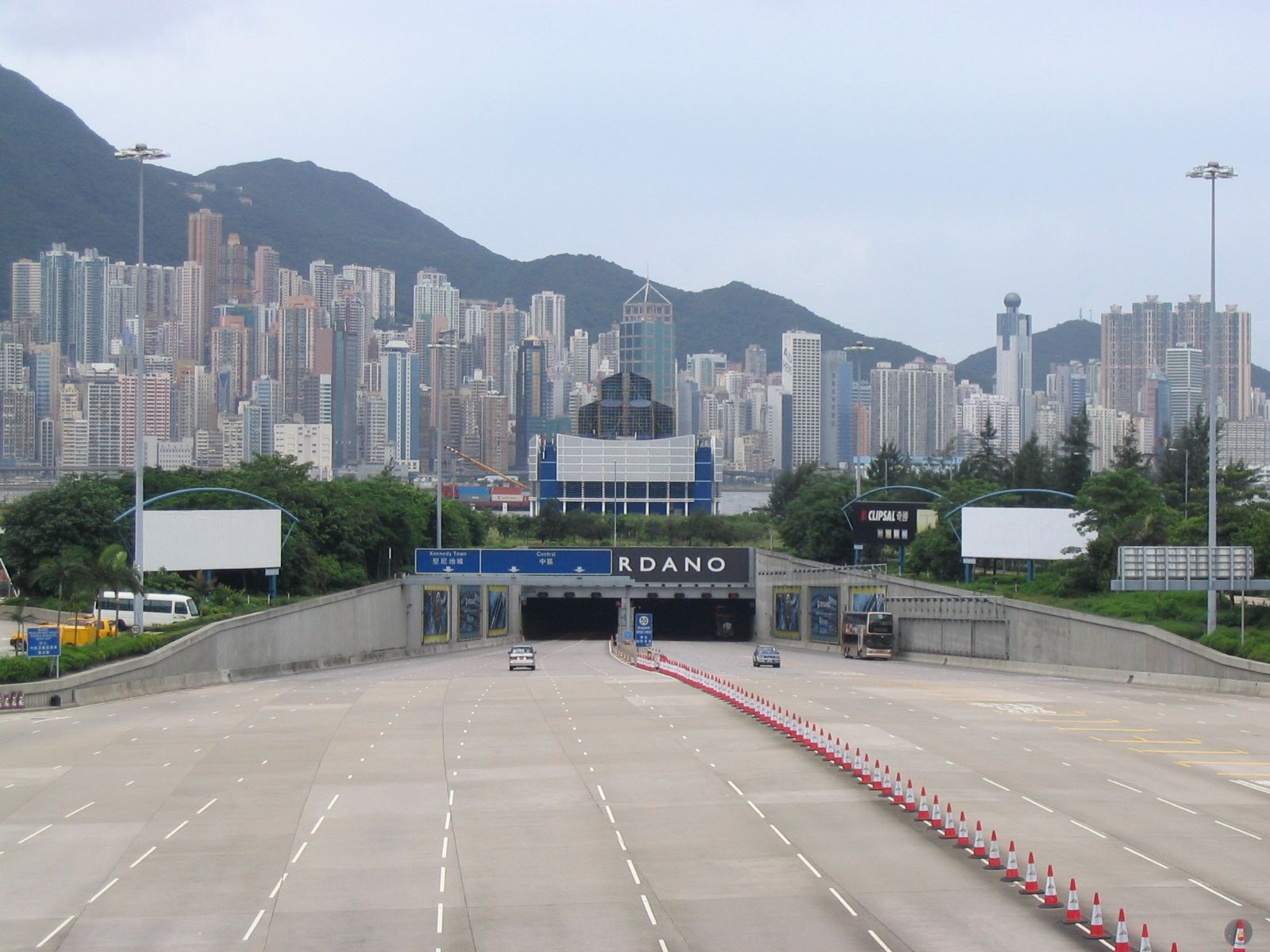
The Western Harbour tunnel connects West Kowloon to HK island

- West Kowloon Waterfront Promenade- Passeggiata
- West Kowloon Corridor - Una deviazione che connette Lai Chi Kok Road con Gascoigne Road Flyover a Yau Ma Tei
- Western Harbour Crossing - Il terzo incrocio stradale portuale sottomarino
- Kowloon Station, Stazione di Austin, Stazione olimpica e la Stazione di Nam Cheong Station della MTR
- Hong Kong West Kowloon railway station - Il terminal della ferrovia ad alta velocità che collega Hong Kong con la Cina
- International Commerce Centre - L'attuale edificio più alto di Hong Kong

### In costruzione
- West Kowloon Cultural District - Distretto culturale di West Kowloon

### In pianificazione
- Interscambio della Central Kowloon Route Yau Ma Tei